# Зилпорите, Лайма Ионовна
Ла́йма Ио́новна Зилпори́те (лит. Laima Ionovna Zilporytė; род. 5 апреля 1967, Мединяй) — советская и литовская велогонщица, бронзовый призёр Олимпийских игр 1988 года.

## Карьера
На Олимпиаде в Сеуле выиграла бронзовую медаль в групповой шоссейной гонке, уступив немке Ютте Нихаус и голландке Моник Кнол. Медаль Зилпорите стала единственной для советских спортсменов в шоссейных велогонках на Играх 1988 года (все остальные медали были выиграны на треке). На Играх 1992 года в составе сборной Литвы в групповой гонке Зилпорите заняла 18-е место.
В 1988 году на чемпионате мира завоевала серебро в командной гонке с раздельным стартом, а в следующем году она вместе с Надеждой Кибардиной, Тамарой Поляковой и Натальей Мелёхиной выиграла золотую медаль.
Выступая за «Динамо» (Паневежис), имела звание прапорщика.

## Семья
Замужем за литовским велогонщиком Валерием Коноваловым. Их сын Игнат — также велогонщик.